# Amor de los dos
Amor de los dos es el noveno álbum de estudio del cantante español David Bustamante. Se lanzó 3 de junio de 2016 en España bajo el sello de Universal Music Spain. Su lanzamiento en Latinoamérica tuvo lugar el 15 de julio del mismo año mediante Universal Music Latino. 

## Antecedentes y promoción
Fue producido por Jorge Avendaño Lührs (Plácido Domingo o Sarah Brightman). El disco contiene grandes clásicos de la música mexicana revisados e interpretados por el cantante así como dúos junto a Alejandro Fernández, Alicia Villarreal y Edith Márquez. El lanzamiento de esta producción va acompañado en Latinoamérica de un DVD de un concierto en vivo grabado en abril en el neoclásico Teatro de la Ciudad de México.
El primer sencillo es el tema «Como yo te amé». Amor de los dos ha entrado en primer puesto en ventas en España, permaneciendo por dos semanas consecutivas,[cita requerida] recibiendo el disco de oro en su primera semana en el país.[cita requerida]

## Listado de canciones
- Edición estándar

| Amor de los dos |                                           |                                                         |          |  |
| N.º             | Título                                    | Escritor(es)                                            | Duración |  |
| 1.              | «Total»                                   | Ricardo García Perdomo                                  | 3:14     |  |
| 2.              | «Bésame mucho»                            | Consuelo Velásquez                                      | 4:25     |  |
| 3.              | «La puerta» (con Alejandro Fernández)     | Luis Demetrio                                           | 3:12     |  |
| 4.              | «Cielo rojo»                              | Juan Záizar                                             | 3:54     |  |
| 5.              | «Corazón, corazón»                        | José Alfredo Jiménez                                    | 3:25     |  |
| 6.              | «Voy a apagar la luz»                     | Armando Manzanero                                       | 3:42     |  |
| 7.              | «Amor de los dos» (feat Alicia Villareal) | Gilberto Parra Paz                                      | 3:14     |  |
| 8.              | «Historia de un amor»                     | Carlos Eleta Almarán-Günther Manuel Salinger Ehrenfried | 3:24     |  |
| 9.              | «Sombras»                                 | José María Contursí-Francisco Lomuto                    | 3:16     |  |
| 10.             | «Como yo te amé»                          | Armando Manzanero                                       | 3:21     |  |
| 11.             | «Tatuajes» (feat Edith Márquez)           | Joan Sebastian                                          | 3:59     |  |
| 12.             | «Júrame»                                  | María Grever                                            | 4:01     |  |
| 13.             | «Ella»                                    | José Alfredo Jiménez                                    | 3:01     |  |
| 14.             | «La mentira»                              | Álvaro Carrillo                                         | 3:20     |  |
| 49:38           |                                           |                                                         |          |  |

## Listas

### Semanales
| Listas (2016)                          | Mejor posición |
| -------------------------------------- | -------------- |
| España Top 100 álbumes[cita requerida] | 1              |

## Certificaciones
| País   | Organismo certificador | Certificación | Ventas certificadas | Ref              |
| ------ | ---------------------- | ------------- | ------------------- | ---------------- |
| España | PROMUSICAE             | Oro           | 20 000              | [cita requerida] |